# Francesco Paulucci di Calboli

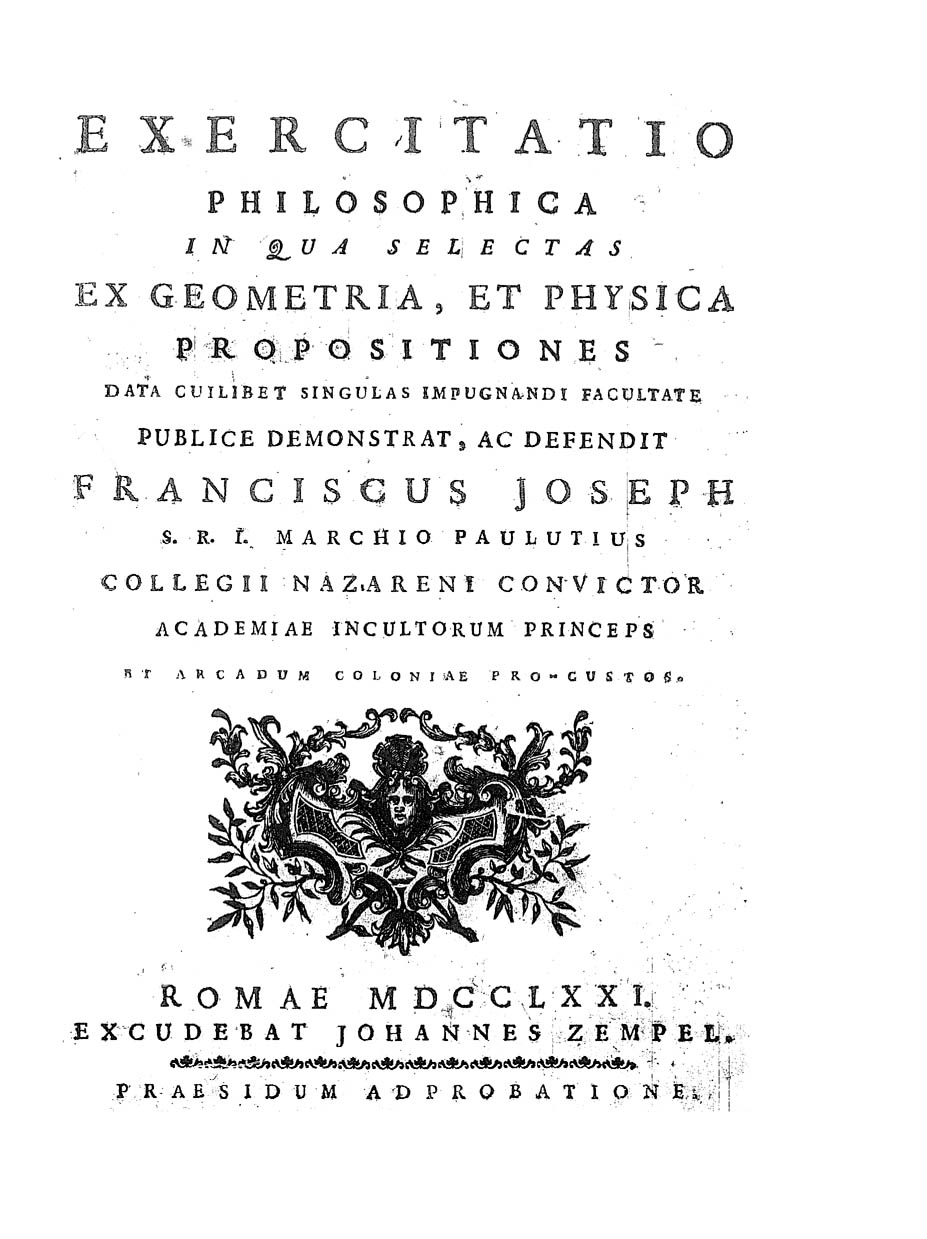
Frontespizio di Exercitatio philosophica, 1771

Francesco Giuseppe Paulucci di Calboli (seconda metà del XVIII secolo – prima metà del XIX secolo) è stato un nobile e scrittore italiano.

## Biografia
Marchese discendente dalla nobile famiglia forlivese dei Paulucci de Calboli, studiò al Collegio Nazareno di Roma, dove completò gli studi pubblicando nel 1771 una tesi in latino dal titolo Exercitatio philosophica.
Fu direttore della Biblioteca Palatina di Parma.
Sposò la dama della Croce stellata Costanza Pallavicino, da cui gli nacque nel 1802 il figlio Vittorio Paulucci di Calboli.
Scrisse vari componimenti poetici, tra cui il sonetto Pianse la terra, e lamentò di Cristo, pubblicato nel luglio 1815 per il rientro a Roma di papa Pio VII.

## Opere
- (LA) Exercitatio philosophica, in qua selectas ex geometria, et physica propositiones data cuilibet singulas impugnandi facultate publice demonstrat, ac defendit, Roma, Giovanni Zempel, 1771.
- I voti d'Imeneo. Cantata, Forlì, Barbiani, 1812.
- La Giuditta. Canti, Parma, vedova Giambattista Bodoni, 1813.
- All'immortale Pio VII, Parma, vedova Giambattista Bodoni, 1815.